# U19-VM i beachvolley
U19-VM i beachvolley är ett världsmästerskap som hålls årligen för både damer och herrar på samma plats. Tävlingen har hållits sedan 2002, då den hade premiär i  Xylokastro, Grekland, in 2002. Före 2005 var åldersgränsen 18 istället för 19 år.

## Resultat per upplaga

### Damer
| Damer | Damer                | Damer                                              | Damer                                                  | Damer                                            | Damer                                              |
| År    | Värd                 | Mästare                                            | Tvåa                                                   | Trea                                             | Fyra                                               |
| ----- | -------------------- | -------------------------------------------------- | ------------------------------------------------------ | ------------------------------------------------ | -------------------------------------------------- |
| 2002  | Xylokastro           | Sanne Keizer · och Arjanne Stevens (NED)           | Claudia Lehmann · och Friederike Romberg (GER)         | Ruth Flemig · och Ilka Semmler (GER)             | Isabel Grael · och Carolina Solberg Salgado (BRA)  |
| 2003  | Pattaya              | Jana Köhler · och Laura Ludwig (GER)               | Carolina Solberg Salgado · och Bárbara Seixas (BRA)    | Frederike Fischer · och Sandra Piasecki (GER)    | Diana Estrada · och Martha Revuelta (MEX)          |
| 2004  | Termoli              | Katarzyna Urban · och Joanna Wiatr (POL)           | Carolina Solberg Salgado · och Bárbara Seixas (BRA)    | Florentina Büttner · och Julia Sude (GER)        | Marleen van Iersel · och Margo Wiltens (NED)       |
| 2005  | Saint-Quay-Portrieux | Carolina Aragão · och Bárbara Seixas (BRA)         | Katarzyna Urban · och Joanna Wiatr (POL)               | Florentina Büttner · och Julia Sude (GER)        | Veronika Opravilová · och Markéta Sluková (CZE)    |
| 2006  | Bermuda              | Becchara Palmer · och Alice Rohkamper (AUS)        | Daniëlle Remmers · och Marleen van Iersel (NED)        | Britta Büthe · och Svenja Engelhardt (GER)       | Tanja Goricanec · och Taryn Sciarini (SUI)         |
| 2007  | Mysłowice            | Daniëlle Remmers · och Michelle Stiekema (NED)     | Gilda Lombardo · och Marta Menegatti (ITA)             | Iveta Halbichová · och Barbora Jerábková (CZE)   | Monika Brzostek · och Weronika Kurek (POL)         |
| 2008  | Haag                 | Chantal Laboureur · och Levke Spinger (GER)        | Rimke Braakman · och Sophie van Gestel (NED)           | Irina Chaika · och Ekaterina Karapischenko (RUS) | Beata Galek · och Daria Paszek (POL)               |
| 2009  | Alanya               | Christine Aulenbrock · och Victoria Bieneck (GER)  | Irina Chaika · och Ekaterina Karapischenko (RUS)       | Ksenia Sukhareva · och Maria Ushkova (RUS)       | Olga Samul · och Izabela Soja (POL)                |
| 2010  | Porto                | Jane Croson · och Summer Ross (USA)                | Ekaterina Karapischenko · och Maria Ushkova (RUS)      | Taliqua Clancy · och Eliza Hynes (AUS)           | Rebecca Cavalcante · och Juliana Simões (BRA)      |
| 2011  | Umag                 | Karolina Baran · och Katarzyna Kociołek (POL)      | Lena Plesiutschnig · och Katharina Schützenhöfer (AUT) | Lin Lingling · och Zhang Changning (CHN)         | Pauline Martin · och Lisa Menet-Haure (FRA)        |
| 2012  | Larnaca              | Ieva Dumbauskaitė · och Monika Povilaitytė (LIT)   | Karolina Baran · och Katarzyna Kociołek (POL)          | Ksenia Dabizha · och Anna Gorbunova (RUS)        | Sandra Ittlinger · och Yanina Weiland (GER)        |
| 2013  | Porto                | Eduarda Santos Lisboa · och Tainá Silva (BRA)      | Anna Gorbunova · och Nadezda Makroguzova (RUS)         | Kelly Claes · och Sara Hughes (USA)              | Sarah Schneider · och Lara Schreiber (GER)         |
| 2014  | Porto                | Eduarda Santos Lisboa · och Andressa Ramalho (BRA) | Lisa Arnholdt · och Sarah Schneider (GER)              | Megan McNamara · och Nicole McNamara (CAN)       | Kristýna Adamčíková · och Kateřina Valková (CZE)   |
| 2016  | Larnaka              | Eduarda Santos Lisboa · och Victoria Tosta (BRA)   | Nika Daalderop · och Mexime van Driel (NED)            | Milica Mirkovic · och Kathryn Plummer (USA)      | Ana Carolina Almeida · och Vitória Rodrigues (BRA) |
| 2018  | Nanjing              | Maria Bocharova · och Maria Voronina (RUS)         | Raïsa Schoon · och Emi van Driel (NED)                 | Daniela Álvarez · och Tania Moreno (ESP)         | Devon Newberry · och Lindsey Sparks (USA)          |
| 2021  | Phuket               | Megan Kraft · och Delayne Maple (USA)              | Olga Gavrilova · och Alina Salmanova (RUS)             | Anhelina Khmil · och Tetiana Lazarenko (UKR)     | Xolani Hodel · och Katherine Reilly (USA)          |
| 2022  | Dikili               | Daria Romaniuk · och Yeva Serdiuk (UKR)            | Myriah Massey · och Ashley Pater (USA)                 | Emma Glagau · och Ruby Sorra (CAN)               | Sophie Kubiak · och Bailey Showalter (USA)         |
| 2024  | Shangluo             |                                                    |                                                        |                                                  |                                                    |

### Herrar
| Herrar | Herrar               | Herrar                                          | Herrar                                                  | Herrar                                         | Herrar                                         |
| År     | Värd                 | Mästare                                         | Tvåa                                                    | Trea                                           | Fyra                                           |
| ------ | -------------------- | ----------------------------------------------- | ------------------------------------------------------- | ---------------------------------------------- | ---------------------------------------------- |
| 2002   | Xylokastro           | Ian Borges · och Pedro Solberg Salgado (BRA)    | Andreas Gortsianiouk · och Thodoris Papadimitriou (GRE) | Ruslan Dayanov · och Yaroslav Koshkarev (RUS)  | Kamil Lyczko · och Sebastian Pecherz (POL)     |
| 2003   | Pattaya              | Sebastian Fuchs · och Thomas Kaczmarek (GER)    | Ian Borges · och Pedro Solberg Salgado (BRA)            | Tomasz Sinczak · och Rafal Szternel (POL)      | Michel Mokondoko · och Juan Virgen (MEX)       |
| 2004   | Termoli              | Arunas Kirsnys · och Arvydas Miseikis (LIT)     | Zbigniew Bartman · och Michał Kubiak (POL)              | Ingars Ivanovs · och Jānis Šmēdiņš (LAT)       | Reid Hall · och Adam Podstawka (CAN)           |
| 2005   | Saint-Quay-Portrieux | Tine Urnaut · och Nejc Zemljak (SLO)            | Joey Dykstra · och Mark van Zwieten (USA)               | Grzegorz Fijałek · och Michal Matyja (POL)     | Jonathan Erdmann · och Stefan Windscheif (GER) |
| 2006   | Bermuda              | Jonathan Erdmann · och Marvin Klass (GER)       | Frankrikesco Giontella · och Paolo Nicolai (ITA)        | Matteo Ingrosso · och Paolo Ingrosso (ITA)     | Brice Thesee · och Renaud Ventresque (FRA)     |
| 2007   | Mysłowice            | Michał Kądzioła · och Jakub Szałankiewicz (POL) | Stefan Köhler · och Malte Stiel (GER)                   | Vitalii Didukh · och Pavlo Ostapenko (UKR)     | Marcin Kantor · och Damian Wojtasik (POL)      |
| 2008   | Haag                 | Kristo Kollo · och Oliver Venno (EST)           | Jeffrey Carlson · och Antonio Ciarelli (USA)            | Marek Leznicki · och Damian Wojtasik (POL)     | Víctor Bouza · och Jesús Castizo (ESP)         |
| 2009   | Alanya               | Sergiy Popov · och Valeriy Samoday (UKR)        | Andrey Bolgov · och Ruslan Bykanov (RUS)                | Kevin Medina · och César Menéndez (ESP)        | Michel Bargmann · och Felix Quecke (GER)       |
| 2010   | Porto                | Piotr Kantor · och Bartosz Łosiak (POL)         | Maxim Anufriev · och Artem Kucherenko (RUS)             | Lorenz Schümann · och Dominik Stork (GER)      | Nick Del Bianco · och Garrett maj (CAN)        |
| 2011   | Umag                 | Łukasz Kaczmarek · och Maciej Kosiak (POL)      | Runar Sannarnes · och Andreas Takvam (NOR)              | Aaron Nusbaum · och Grant O'Gorman (CAN)       | Benjamin Lerch · och Dennis Lerch (SUI)        |
| 2012   | Larnaca              | Michal Bryl · och Kacper Kujawiak (POL)         | Sebastian Kaczemarek · och Łukasz Kaczmarek (POL)       | Viacheslav Kirienko · och Dmitry Uraikin (RUS) | Martin Ermacora · och Lukas Stranger (AUT)     |
| 2013   | Porto                | Moritz Reichert · och Clemens Wickler (GER)     | Bjarne Huus · och Christian Sørum (NOR)                 | Torey DeFalco · och Lucas Yoder (USA)          | Lukas Každailis · och Arnas Rumševičius (LIT)  |
| 2014   | Porto                | Arthur Lanci · och George Wanderley (BRA)       | Illia Kovaliov · och Oleh Plotnytskyi (UKR)             | Tigrito Gómez · och Peter Hernández (VEN)      | Jasper Bouter · och Tom van Steenis (NED)      |
| 2016   | Larnaka              | Renato Carvalho · och Rafael Quiero (BRA)       | Florian Breer · och Yves Haussener (SUI)                | Mihails Samoilovs · och Kristaps Smits (LAT)   | Rémi Bassereau · och Timothée Platre (FRA)     |
| 2018   | Nanjing              | Denis Shekunov · och Dmitrii Veretiuk (RUS)     | Filip John · och Lukas Pfretzschner (GER)               | Alexey Gusev · och Pavel Shustrov (RUS)        | Bautista Amieva · och Mauro Zelayeta (ARG)     |
| 2021   | Phuket               | Arthur Canet · och Téo Rotar (FRA)              | Wachirawit Muadpha · och Netitorn Muneekul (THA)        | Nicolas Capretti · och Samuel Oselame (BRA)    | Ivan Chuprinov · och Vladislav Panchenko (RUS) |
| 2022   | Dikili               | Gustavs Auziņš · och Kristians Fokerots (LAT)   | Olivers Bulgačs · och Dāvis Teteris (LAT)               | Arthur Canet · och Téo Rotar (FRA)             | Raoul Acerbi · och Andrea Armellini (ITA)      |
| 2024   | Shangluo             |                                                 |                                                         |                                                |                                                |

## Medalliga per land
| Nr                   | Nation               | Guld | Silver | Brons | Totalt |
| -------------------- | -------------------- | ---- | ------ | ----- | ------ |
| 1                    | Brasilien            | 7    | 3      | 1     | 11     |
| 2                    | Tyskland             | 6    | 4      | 6     | 16     |
| 3                    | Polen                | 6    | 4      | 3     | 13     |
| 4                    | Ryssland             | 2    | 6      | 6     | 14     |
| 5                    | Nederländerna        | 2    | 4      | 0     | 6      |
| 6                    | USA                  | 2    | 3      | 3     | 8      |
| 7                    | Ukraina              | 2    | 1      | 2     | 5      |
| 8                    | Litauen              | 2    | 0      | 0     | 2      |
| 9                    | Lettland             | 1    | 1      | 2     | 4      |
| 10                   | Australien           | 1    | 0      | 1     | 2      |
| 10                   | Frankrike            | 1    | 0      | 1     | 2      |
| 12                   | Estland              | 1    | 0      | 0     | 1      |
| 12                   | Slovenien            | 1    | 0      | 0     | 1      |
| 14                   | Italien              | 0    | 2      | 1     | 3      |
| 15                   | Norge                | 0    | 2      | 0     | 2      |
| 16                   | Grekland             | 0    | 1      | 0     | 1      |
| 16                   | Schweiz              | 0    | 1      | 0     | 1      |
| 16                   | Thailand             | 0    | 1      | 0     | 1      |
| 16                   | Österrike            | 0    | 1      | 0     | 1      |
| 20                   | Kanada               | 0    | 0      | 3     | 3      |
| 21                   | Spanien              | 0    | 0      | 2     | 2      |
| 22                   | Kina                 | 0    | 0      | 1     | 1      |
| 22                   | Tjeckien             | 0    | 0      | 1     | 1      |
| 22                   | Venezuela            | 0    | 0      | 1     | 1      |
| Totalt (24 nationer) | Totalt (24 nationer) | 34   | 34     | 34    | 102    |